# Elecció papal de 1099
L'Elecció papal de 1099 va ser una elecció papal convocada després de la mort d'Urbà II, que acabà amb l'elecció de Pasqual II.

## Història
Urbà II va morir a Roma el 29 de juliol del 1099, dos setmanes abans que els soldats de la Primera Creuada arribessin a Jerusalem. No obstant, les notícies van arribar a Roma després de la seva mort. Durant aquest temps, el cisma iniciat per Clement III (antipapa), amb el suport de l'Imperi Romà i part del clergat romà, seguia vigent.
L'elecció del 1099 va ser l'última amb el dret d'elecció exclusiu pels cardenals bisbes, segons disposava la bula papal In Nomini Domini del 1059. L'elecció fou realitzada per cinc dels sis cardenals bisbes i un bisbe, que va substituir el cardenal bisbe de Sabina, vacant des del 1094 perquè estava controlada pels seguidors de l'antipapa Climent III. L'agost del 1099 hi havia deu cardenals preveres i tres cardenals diaques. Un cardenal bisbe i almenys tres cardenals preveres estaven absents durant l'elecció.
El 13 d'agost del 1099 els cardenals en presència del clergat i representants de les autoritats civils van elegir de forma unànime a Rainiero, el cardenal prevere de Sant Climent i abat de la Basílica de Sant Llorenç Extramurs, que va succeir a Urbà II. El nou papa inicialment va protestar, declarant que ell només era un monjo humil, però va acabar acceptant la decisió. Va prendre el nom de Pasqual II. L'endemà fou consagrat bisbe de Roma pel cardenal bisbe d'Ostia Eudes de Châtillon, assistit pels cardenals bisbes Offo i Nepi.